# Francis Bell
Sir Francis Henry Dillon Bell, dit Harry Bell par ses proches, né le 31 mars 1851 à Nelson et mort le 13 mars 1936 à Wellington, est le vingtième Premier ministre de Nouvelle-Zélande du 14 au 30 mai 1925. Il est le premier natif de Nouvelle-Zélande à en devenir le Premier ministre, et le dernier membre de la chambre haute à être Premier ministre.

## Biographie

### Avocat et entrée en politique
Il est le fils aîné de Dillon Bell, agent de la Compagnie de Nouvelle-Zélande devenu par la suite président de la Chambre des représentants. Francis Bell est éduqué dans une grammar school anglicane d'Auckland et étudie au St John's College de l'université de Cambridge au Royaume-Uni. Il y obtient un Bachelor of Arts (licence) en mathématiques, puis se forme au droit et est appelé au barreau en 1874. Il participe à la campagne du Parti conservateur pour les élections législatives britannique de 1874, avant de retourner en Nouvelle-Zélande pour y pratiquer le métier de barrister (avocat), plaidant bientôt à la Cour suprême.
En 1875 il est l'un des quatre fondateurs du Colonial Law Journal, le premier recueil de jurisprudence de la Nouvelle-Zélande. En 1891 il est élu maire de Wellington. Il y gère efficacement deux épidémies de typhus en faisant créer le système d'égouts moderne de la ville. Il fait par ailleurs créer une bibliothèque municipale publique gratuite. En 1892 il est choisi comme candidat du groupe conservateur sans étiquette pour une élection législative partielle à Wellington, mais est battu de peu par le candidat du gouvernement libéral.
Il entre à la Chambre des représentants de Nouvelle-Zélande aux élections législatives de 1893 ; elles sont remportées par les libéraux, et il siège donc sur les bancs de l'opposition. Bien qu'aligné avec l'opposition conservatrice alors informelle, il se déclare être un radical et un socialiste et soutient la plupart des projets de loi réformistes et progressistes du gouvernement de Richard Seddon, tout en y apportant une « critique constructive ». Il agace toutefois ses pairs par sa condescendance, et ne se représente pas aux élections de 1896.
Reconnu toutefois comme le meilleur avocat au barreau de Nouvelle-Zélande, il plaide au Conseil privé à Londres durant les années 1900, et en 1907 est l'un des premiers avocats néo-zélandais à être faits King's Counsel. De 1901 à 1918 il est le président de la New Zealand Law Society (en), l'association professionnelle des avocats.

### Ministre puis Premier ministre
En 1912 les libéraux perdent le pouvoir après vingt-deux ans de gouvernement, et le conservateur Bill Massey, du Parti pour la réforme (en), devient Premier ministre. Ce dernier nomme Francis Bell au Conseil législatif, la chambre haute du Parlement de Nouvelle-Zélande, et le fait immédiatement ministre chargé des relations avec cette chambre. Dans cette chambre dominée par les libéraux, Francis Bill porte un projet de réforme qui en ferait non plus une chambre nommée par le gouvernement mais élue au scrutin proportionnel. Il parvient à faire adopter à cet effet la loi Legislative Council Act de 1914. Sa mise en application est toutefois empêchée par l'entrée des libéraux dans un gouvernement d'union nationale en 1915. Bill Massey fait de Francis Bell le procureur général de ce gouvernement, et plus largement son bras droit, au point que les historiens parlent d'un « gouvernement Massey-Bell ». Il est fait chevalier commandeur de l'ordre de Saint-Michel et Saint-Georges cette même année,.
La fin de la guerre marque la fin de l'union nationale et le retour à un gouvernement exclusif du Parti de la réforme. Francis Bell y demeure procureur général. Il s'intéresse alors très activement aux Samoa occidentales, anciennes Samoa allemandes devenues une colonie de la Nouvelle-Zélande au début de la guerre. Il exige du gouvernement colonial à Apia des mesures de santé publique et d'éducation en faveur des autochtones, avec pour objectif la préparation progressive de la colonie à une autonomie politique ; dans le même temps, il y obtient un renforcement de la production commerciale de coprah, afin de consolider l'économie et les finances samoanes. En 1923 il est fait chevalier grand-croix de l'ordre de Saint-Michel et Saint-Georges.
Le déclin de la santé de Bill Massey l'amène à exercer de fait les fonctions de chef du gouvernement. Bill Massey meurt le 10 mai 1925, et le gouverneur général Charles Fergusson le fait Premier ministre le 14 mai. Il est entendu toutefois qu'il n'exerce cette fonction que le temps pour le parti de se choisir un nouveau chef, et il se contente donc de gérer les affaires courantes. Le parti choisit Gordon Coates le 30 mai, et Francis Bell démissionne le même jour pour lui céder la direction du gouvernement.
Dans le gouvernement Coates, Francis Bell est procureur général, ministre des relations avec le Conseil législatif, et ministre des territoires insulaires (les Samoa occidentales, les Îles Cook, Niué et les Tokelau). Il participe avec Gordon Coates à la Conférence impériale de 1926 (en), conférence historique des gouvernements britannique et des Dominions qui produit la Déclaration Balfour de 1926 reconnaissant de fait l'indépendance de la Nouvelle-Zélande et des autres Dominions. Coates et Bell s'y opposent, ne souhaitant pas que leur pays soit formellement reconnu comme indépendant. Cette même année, Francis Bell est fait membre du Conseil privé. Il quitte le gouvernement à la fin du gouvernement Coates en 1928.